# Бхаскарварман
Кумар Бхаскара Варман (600—650) — последний правитель династии Варман государства Камарупа. Он вступил на трон после своего брата Супратхистхивармана. Его правление было долгим и блистательным. О нём сохранилось много сведений, потому что его правление пришлось на путешествие Сюаньцзана в Индию. Бхаскара Варман не женился и не оставил наследника. После его смерти на трон взошёл Саластхамбха, основатель династии Млеччха.
Бхаскарварман собрал большие силы и смог вторгнуться в Гаур, куда он когда-то был увезён в плен. Бхаскара Варман заключил союз с царём Харшавадхана против царя Шашанка, первого высшего правителя Бенгалии (столица — Карнасуварна, современный Муршидабад). Харшавадхана в 606 году взошёл на трон в городе Тханесар, после того как гаурский царь Шашанка убил его брата, предыдущего царя. Харшавардхана смог завоевать царство Маукхари, лишившееся царя, и столица была перемещена в Канаудж. Заключние союза между Бхаскарварманом и царством Харшавардхана привело к тому, что Гаур оказался зажат с двух сторон и по меньшей мере привело к потере территории (хотя не ясно, было ли нанесено Гауру окончательное поражение). На Нидханпурской (округ Силхет, Бангладеш) медной плате было написано о победе и взятии столицы Гаура Карнасуварна.
Около 643 года китайский путешественник Сюаньцзан был приглашён ко двору царя Бхаскарвармана. По сведениям Сюаньцзана, западноё границей Камарупы была река Каратоя. В сопровождении царя, Сюаньцзан направился в столицу Канаудж, а оттуда в Праягу на большой религиозный праздник. Предположительно Бхаскарварман имел отношения с Китаем. Он спел Сюаньцзану китайскую песню династии Цзинь (265—420), которая была популярна в Камарупе. Сюаньцзан отмечал, что царь покровительствовал буддизму, хотя сам не был буддистом.